# Bouton (Iowa)
Pour les articles homonymes, voir Bouton.
La ville américaine de Bouton est située dans le comté de Dallas, dans l’État de l’Iowa. Lors du recensement de 2010, sa population s’élevait à 129 habitants.